# Arme antipersonnel
Une arme antipersonnel est, par opposition à une arme antimatériel, une arme conçue pour mettre hors d'état de combattre les personnes, la plupart du temps en les tuant. Ces armes peuvent être à balle ou explosive comme les mines claymore ou les grenades. Les armes NRBC sont des armes anti-personnel de destruction massive.